# Bajantümen
Bajantümen (mongoliska: Баянтүмэн Сум, Bayantümen, Баянтүмэн, Bayantümen Sum) är ett distrikt i Mongoliet.   Det ligger i provinsen Dornod, i den östra delen av landet, 600 km öster om huvudstaden Ulaanbaatar.